# Mordellistena flavocollaris
Mordellistena flavocollaris es una especie de coleóptero de la familia Mordellidae.

## Distribución geográfica
Habita en México.